# Freestyle ai XXI Giochi olimpici invernali - Ski cross maschile
La gara di ski cross maschile di freestyle ai XXI Giochi olimpici invernali di Vancouver si è svolta il 21 febbraio 2010 alla Cypress Bowl Ski Area, nel Cypress Provincial Park. Il vincitore è stato lo svizzero Michael Schmid.
La gara è stata formata da una fase di qualificazione, a tempo, e poi da una fase ad eliminazione diretta in cui da gare con quattro atleti si qualificavano in due al turno successivo.

## Risultati

### Qualificazioni
| Pos. | Num. | Nome                  | Nazione     | Tempo   |
| ---- | ---- | --------------------- | ----------- | ------- |
| 1    | 4    | Michael Schmid        | Svizzera    | 1'12"53 |
| 2    | 6    | Christopher Del Bosco | Canada      | 1'12"89 |
| 3    | 13   | Xavier Kuhn           | Francia     | 1'12"91 |
| 4    | 5    | Andreas Matt          | Austria     | 1'13"13 |
| 5    | 14   | Audun Grønvold        | Norvegia    | 1'13"23 |
| 6    | 2    | Thomas Zangerl        | Austria     | 1'13"44 |
| 7    | 31   | Filip Flisar          | Slovenia    | 1'13"46 |
| 8    | 1    | Simon Stickl          | Germania    | 1'13"49 |
| 9    | 27   | Errol Kerr            | Giamaica    | 1'13"71 |
| 10   | 11   | Stanley Hayer         | Canada      | 1'13"74 |
| 11   | 7    | Tomáš Kraus           | Rep. Ceca   | 1'13"75 |
| 12   | 33   | Scott Kneller         | Australia   | 1'13"85 |
| 13   | 20   | Enak Gavaggio         | Francia     | 1'13"90 |
| 14   | 17   | Sylvain Miaillier     | Francia     | 1'13"91 |
| 14   | 16   | Conradign Netzer      | Svizzera    | 1'13"91 |
| 16   | 8    | Ted Piccard           | Francia     | 1'14"10 |
| 17   | 29   | Anders Rekdal         | Norvegia    | 1'14"17 |
| 18   | 12   | Casey Puckett         | Stati Uniti | 1'14"35 |
| 19   | 9    | Lars Lewén            | Svezia      | 1'14"44 |
| 20   | 25   | Egor Korotkov         | Russia      | 1'14"54 |
| 21   | 32   | Michael Forslund      | Svezia      | 1'14"66 |
| 21   | 23   | Juha Haukkala         | Finlandia   | 1'14"66 |
| 23   | 22   | Tommy Eliasson        | Svezia      | 1'14"73 |
| 24   | 15   | Daron Rahlves         | Stati Uniti | 1'14"91 |
| 25   | 10   | Davey Barr            | Canada      | 1'14"98 |
| 26   | 21   | Hiroomi Takizawa      | Giappone    | 1'15"03 |
| 27   | 19   | Richard Spalinger     | Svizzera    | 1'15"12 |
| 28   | 18   | Patrick Koller        | Austria     | 1'15"22 |
| 29   | 24   | Martin Fiala          | Germania    | 1'15"88 |
| 30   | 26   | Markus Wittner        | Austria     | 1'15"91 |
| 31   | 3    | Beni Hofer            | Svizzera    | 1'16"18 |
| 32   | 30   | Eric Iljans           | Svezia      | 1'16"34 |
| -    | 28   | Zdeněk Šafář          | Rep. Ceca   | DNF     |

### Fase ad eliminazione diretta

#### Ottavi di finale
Batteria 1
| Pos. | Num. | Nome           | Nazione     | Note |
| ---- | ---- | -------------- | ----------- | ---- |
| 1    | 1    | Michael Schmid | Svizzera    | Q    |
| 2    | 32   | Eric Iljans    | Svezia      | Q    |
| 3    | 24   | Daron Rahlves  | Stati Uniti |      |
| 4    | 16   | Ted Piccard    | Francia     | DNF  |

Batteria 2
| Pos. | Num. | Nome          | Nazione  | Note |
| ---- | ---- | ------------- | -------- | ---- |
| 1    | 9    | Errol Kerr    | Giamaica | Q    |
| 2    | 25   | Davey Barr    | Canada   | Q    |
| 3    | 8    | Simon Stickl  | Germania |      |
| 4    | 17   | Anders Rekdal | Norvegia | DNF  |

Batteria 3
| Pos. | Num. | Nome              | Nazione   | Note |
| ---- | ---- | ----------------- | --------- | ---- |
| 1    | 11   | Tomáš Kraus       | Rep. Ceca | Q    |
| 2    | 27   | Richard Spalinger | Svizzera  | Q    |
| 3    | 6    | Thomas Zangerl    | Austria   |      |
| 4    | 19   | Lars Lewén        | Svezia    |      |

Batteria 4
| Pos. | Num. | Nome             | Nazione  | Note |
| ---- | ---- | ---------------- | -------- | ---- |
| 1    | 13   | Enak Gavaggio    | Francia  | Q    |
| 2    | 4    | Andreas Matt     | Austria  | Q    |
| 3    | 29   | Martin Fiala     | Germania |      |
| 4    | 21   | Michael Forslund | Svezia   |      |

Batteria 5
| Pos. | Num. | Nome              | Nazione   | Note |
| ---- | ---- | ----------------- | --------- | ---- |
| 1    | 14   | Sylvain Miaillier | Francia   | Q    |
| 2    | 30   | Markus Wittner    | Austria   | Q    |
| 3    | 22   | Juha Haukkala     | Finlandia |      |
| 4    | 3    | Xavier Kuhn       | Francia   | DNF  |

Batteria 6
| Pos. | Num. | Nome           | Nazione   | Note |
| ---- | ---- | -------------- | --------- | ---- |
| 1    | 5    | Audun Grønvold | Norvegia  | Q    |
| 2    | 12   | Scott Kneller  | Australia | Q    |
| 3    | 20   | Egor Korotkov  | Russia    |      |
| 4    | 28   | Patrick Koller | Austria   |      |

Batteria 7
| Pos. | Num. | Nome             | Nazione     | Note |
| ---- | ---- | ---------------- | ----------- | ---- |
| 1    | 7    | Filip Flisar     | Slovenia    | Q    |
| 2    | 10   | Stanley Hayer    | Canada      | Q    |
| 3    | 26   | Hiroomi Takizawa | Giappone    |      |
| 4    | 18   | Casey Puckett    | Stati Uniti |      |

Batteria 8
| Pos. | Num. | Nome                  | Nazione  | Note |
| ---- | ---- | --------------------- | -------- | ---- |
| 1    | 2    | Christopher Del Bosco | Canada   | Q    |
| 2    | 23   | Tommy Eliasson        | Svezia   | Q    |
| 3    | 15   | Conradign Netzer      | Svizzera |      |
| 4    | 31   | Beni Hofer            | Svizzera |      |

#### Quarti di finale
Batteria 1
| Pos. | Num. | Nome           | Nazione  | Note |
| ---- | ---- | -------------- | -------- | ---- |
| 1    | 1    | Michael Schmid | Svizzera | Q    |
| 2    | 25   | Davey Barr     | Canada   | Q    |
| 3    | 9    | Errol Kerr     | Giamaica |      |
| 4    | 32   | Eric Iljans    | Svezia   |      |

Batteria 2
| Pos. | Num. | Nome              | Nazione   | Note |
| ---- | ---- | ----------------- | --------- | ---- |
| 1    | 13   | Enak Gavaggio     | Francia   | Q    |
| 2    | 4    | Andreas Matt      | Austria   | Q    |
| 3    | 11   | Tomáš Kraus       | Rep. Ceca |      |
| 4    | 27   | Richard Spalinger | Svizzera  |      |

Batteria 3
| Pos. | Num. | Nome              | Nazione   | Note |
| ---- | ---- | ----------------- | --------- | ---- |
| 1    | 5    | Audun Grønvold    | Norvegia  | Q    |
| 2    | 12   | Scott Kneller     | Australia | Q    |
| 3    | 14   | Sylvain Miaillier | Francia   |      |
| 4    | 30   | Markus Wittner    | Austria   |      |

Batteria 4
| Pos. | Num. | Nome                  | Nazione  | Note |
| ---- | ---- | --------------------- | -------- | ---- |
| 1    | 2    | Christopher Del Bosco | Canada   | Q    |
| 2    | 7    | Filip Flisar          | Slovenia | Q    |
| 3    | 23   | Tommy Eliasson        | Svezia   |      |
| 4    | 10   | Stanley Hayer         | Canada   |      |

#### Semifinali
I primi due classificati di ogni semifinale si sono qualificati alla finale principale, gli altri due alla finale B.
Semifinale 1
| Pos. | Num. | Nome           | Nazione  | Note |
| ---- | ---- | -------------- | -------- | ---- |
| 1    | 1    | Michael Schmid | Svizzera | Q    |
| 2    | 4    | Andreas Matt   | Austria  | Q    |
| 3    | 25   | Davey Barr     | Canada   |      |
| 4    | 13   | Enak Gavaggio  | Francia  |      |

Semifinale 2
| Pos. | Num. | Nome                  | Nazione   | Note |
| ---- | ---- | --------------------- | --------- | ---- |
| 1    | 5    | Audun Grønvold        | Norvegia  | Q    |
| 2    | 2    | Christopher Del Bosco | Canada    | Q    |
| 3    | 12   | Scott Kneller         | Australia |      |
| 4    | 7    | Filip Flisar          | Slovenia  |      |

#### Finali
Finale B
| Pos. | Num. | Nome          | Nazione   | Note |
| ---- | ---- | ------------- | --------- | ---- |
| 5    | 13   | Enak Gavaggio | Francia   |      |
| 6    | 25   | Davey Barr    | Canada    |      |
| 7    | 12   | Scott Kneller | Australia |      |
| 8    | 7    | Filip Flisar  | Slovenia  | DNF  |

Finale principale
| Pos. | Num. | Nome                  | Nazione  | Note |
| ---- | ---- | --------------------- | -------- | ---- |
|      | 1    | Michael Schmid        | Svizzera |      |
|      | 4    | Andreas Matt          | Austria  |      |
|      | 5    | Audun Grønvold        | Norvegia |      |
| 4    | 2    | Christopher Del Bosco | Canada   | DNF  |